# Julia Grant
Julia Grant (n. 26 ianuarie 18 - d. 4 martie 1877) a fost soția lui Ulysses S. Grant, al 18-lea Președinte al Statelor Unite ale Americii. A fost Prima Doamnă a Statelor Unite ale Americii între 1869 și 1877.